# Felicità proibita
Felicità proibita (Beware of Pity) è un film del 1946 diretto da Maurice Elvey, tratto dal romanzo L'impazienza del cuore di Stefan Zweig.

## Trama
Durante un viaggio in treno, un giovane chiede a un signore di mezza età un consiglio su un problema sentimentale; l'uomo, di nome Anton Marek, gli racconta una sua vicenda personale in cui fu coinvolto in passato.
Nei giorni precedenti lo scoppio della prima guerra mondiale, il luogotenente Marek viene assegnato a un reggimento austro-ungarico di stanza in una piccola cittadina. Qui incontra la baronessina Edith de Kekesfalva, una giovane donna divenuta paraplegica in seguito a una caduta da cavallo. Notando come l'incontro col militare abbia migliorato l'umore depresso della ragazza, il barone Emil de Kekesfalva prega Marek di trascorrere un po' di tempo con la figlia. Marek, che trova abbastanza piacevole la compagnia della fanciulla, acconsente.
Il barone de Kekesfalva si era rivolto a numerosi medici di fama perché curassero la figlia, ma nessuno aveva mai prospettato una qualche speranza di guarigione. Disperato, il barone si era infine affidato a un medico di famiglia, il Dr. Albert Condor, il quale se non altro finora ha sempre rifiutato di arrendersi. Il Dr. Condor nota un grande miglioramento nell'atteggiamento di Edith, che attribuisce a un iniziale innamoramento per Marek. Egli tuttavia non si rende conto dei sentimenti di Edith nei suoi confronti.
Un giorno, Marek racconta alla famiglia Kekesfalva di aver sentito parlare di un nuovo trattamento promettente introdotto in Svizzera, nonostante che il dottor Condor lo avesse ammonito di aspettare che lo stesso medico avesse completato alcune indagini, prima di affrontare l'argomento. Condor informa poco dopo che il trattamento non potrà essere applicato a Edith; ma ormai il danno è fatto. Con la speranza di poter nuovamente camminare in breve tempo senza aiuti, Edith rivela il suo amore a Marek. A causa del senso di colpa, il giovane ufficiale finge di ricambiare questi sentimenti e le promette che l'avrebbe sposata dopo la guarigione.
Quando tuttavia la notizia del fidanzamento comincia a diffondersi fra gli ufficiali colleghi di Marek, costui nega con rabbia. Convocato dal comandante, Marek gli racconta la verità. Per placare lo scandalo, il comandante predispone l'immediato trasferimento di Marek in una lontana unità militare.
Marek si reca dal dottor Condor prima della partenza, per salutarlo, ma il medico è fuori casa. Marek conosce quindi Klara la moglie del dottor Condor, la quale peraltro è priva della vista. Klara convince Marek che dopo tutto un handicap può non essere un grave impedimento, per lo meno un grave impedimento per un matrimonio. Marek cerca di telefonare a Edith, ma le linee telefoniche per uso civile sono state interrotte a causa dell'attentato di Sarajevo avvenuto quello stesso giorno. Marek deve affrettarsi a prendere il treno di recarsi nella sua nuova unità, ma Klara gli assicura che parlerà con Edith e chiarirà ogni cosa.
Quando Klara si reca da Edith, la trova da sola sulla terrazza panoramica della villa di montagna della sua famiglia. Edith ha sentito dire che Marek ha negato in pubblico l'esistenza del loro  fidanzamento e non si fida più di nessuno. Senza che Klara, non vedente, possa fermarla, Edith si dirige con la sedia a rotelle verso il bordo poco elevato della terrazza e si uccide gettandosi nel vuoto.

## Critica
Il film è tratto dal romanzo L'impazienza del cuore (Ungeduld des Herzens) dello scrittore austriaco Stefan Zweig, esule dal 1934 in Gran Bretagna . Il romanzo fu pubblicato nell'edizione originale in tedesco nel 1939 in Svezia dall'editore Bermann Fischer e poche settimana dopo in una traduzione a due mani in lingua inglese stampata in Germania. dal punto di vista strutturale, è caratterizzato dalla tecnica del flusso di coscienza. L'io narrante, che nel romanzo si chiamava Anton Hofmiller e corrisponde all'Anton Marek del film, racconta la tragica vicenda a uno sconosciuto viaggiatore in treno. Il film procede invece per flashback .
Il film non ebbe molto successo, né di critica né di pubblico. Il giovane François Truffaut scrisse con sarcasmo che il film esemplifica come l'espressione "cinema inglese" sia una contraddizione in termini. Il regista Maurice Elvey lo considerava tuttavia il suo miglior lavoro e giudicava l'interpretazione  della giovane paraplegica fatta da Lilli Palmer come la migliore nella carriera dell'attrice.